# Gulsjön, Jämtland
Gulsjön är en sjö i Åre kommun i Jämtland och ingår i Indalsälvens huvudavrinningsområde. Sjön har en area på 0,796 kvadratkilometer och ligger 499,8 meter över havet. Sjön avvattnas av vattendraget Gulån.

## Delavrinningsområde
Gulsjön ingår i det delavrinningsområde (701726-137470) som SMHI kallar för Utloppet av Gulsjön. Medelhöjden är 536 meter över havet och ytan är 11,59 kvadratkilometer. Det finns inga avrinningsområden uppströms utan avrinningsområdet är högsta punkten. Gulån som avvattnar avrinningsområdet har biflödesordning 2, vilket innebär att vattnet flödar genom totalt 2 vattendrag innan det når havet efter 302 kilometer. Avrinningsområdet består mestadels av skog (82 procent). Avrinningsområdet har 0,8 kvadratkilometer vattenytor vilket ger det en sjöprocent på 6,9 procent.